# Fengersfors
Fengersfors est une localité de la commune d'Åmål dans le comté de Västra Götaland en Suède.
Sa population était de 308 habitants en 2019.